# زنقوفه
زنقوفه (به عربی: زنقوفة) یک روستا در سوریه است که در الحفه واقع شده‌است. زنقوفه ۹۲۸ نفر جمعیت دارد.